# Bahía de Temriuk
La bahía de Temriuk (del ruso: Темрюкский залив) es una bahía que se abre hacia el norte de la costa septentrional de la península de Tamán, en el sudeste del mar de Azov. Pertenece administrativamente al krai de Krasnodar de Rusia. 
Se extiende entre los cabos Kamenni (en Priazovski) y Achúyevski (al este de Achúyevo). Penetra 27 km en el continente y tiene una anchura de 60 km. En el golfo desemboca el brazo principal del río Kubán. Junto a la desembocadura se hallan los limanes Kurchanski y limán Ajtanízovski. La localidad más importante situada a sus orillas es Temriuk. Priazovski, Kuchugury, Za Ródinu, Peresyp y Golubitskaya. Sus orillas son bajas y están cubiertas de juncos. En el sudoeste de la bahía se halla la pequeña isla Peschani.
Se hiela de entre mediados de enero a marzo. En la bahía se desarrolla la pesca.